# Chojne (gromada)
Chojne – dawna gromada, czyli najmniejsza jednostka podziału terytorialnego Polskiej Rzeczypospolitej Ludowej w latach 1954–1972.
Gromady, z gromadzkimi radami narodowymi (GRN) jako organami władzy najniższego stopnia na wsi, funkcjonowały od reformy reorganizującej administrację wiejską przeprowadzonej jesienią 1954 do momentu ich zniesienia z dniem 1 stycznia 1973, tym samym wypierając organizację gminną w latach 1954–1972.
Gromadę Chojne siedzibą GRN w Chojnym utworzono – jako jedną z 8759 gromad na obszarze Polski – w powiecie sieradzkim w woj. łódzkim, na mocy uchwały nr 38/54 WRN w Łodzi z dnia 4 października 1954. W skład jednostki weszły obszary dotychczasowych gromad Chojne, Bobrowniki i Stoczki (z wyłączeniem wsi i kolonii Dębina) ze zniesionej gminy Monice oraz wieś Chałupki z dotychczasowej gromady Podłężyce ze zniesionej gminy Woźniki w powiecie sieradzkim; ponadto kolonia Okopy-Pstrokonie z dotychczasowej gromady Pstrokonie oraz miejscowość położona po lewej stronie rzeki Warty o pow. 16 ha z dotychczasowej gromady Strońsko ze zniesionej gminy Zapolice w powiecie łaskim. Dla gromady ustalono 14 członków gromadzkiej rady narodowej.
Gromadę zniesiono 31 grudnia 1961, a jej obszar włączono do gromad: Monice (wieś i kolonię Bobrowniki, kolonię Bocianice Chojne, kolonię Borzewisko, wieś, parcelę i osadę leśną Chojne, kolonię Chojne-Borzyska, kolonię Chojne-Chuba, kolonię Chojne Ignacew, kolonię Chojne Marianka, osadę i kolonię Chojne Poduchowne, kolonię Chojne Zapusta, kolonię Okopy Pstrokonie, wieś Stoczki, kolonie Stoczki 1 i 2 oraz kolonię Stoczki Cerklin) i Woźniki (kolonię Chałupki).